# Bulbothrix atrichella
Bulbothrix atrichella är en lavart som först beskrevs av William Nylander och som fick sitt nu gällande namn av Mason Ellsworth Hale. 
Bulbothrix atrichella ingår i släktet Bulbothrix och familjen Parmeliaceae. Inga underarter finns listade i Catalogue of Life.